# 大笋螺
大笋螺（学名：Terebra maculata），是新腹足目笋螺科笋螺属的一种。主要分布于马来西亚、印度尼西亚、中国大陆、台湾，常栖息在浅海砂底、低潮线。
其种加词“maculata”意为“有斑点的”。